# Burgbergkapelle St. Mauritius

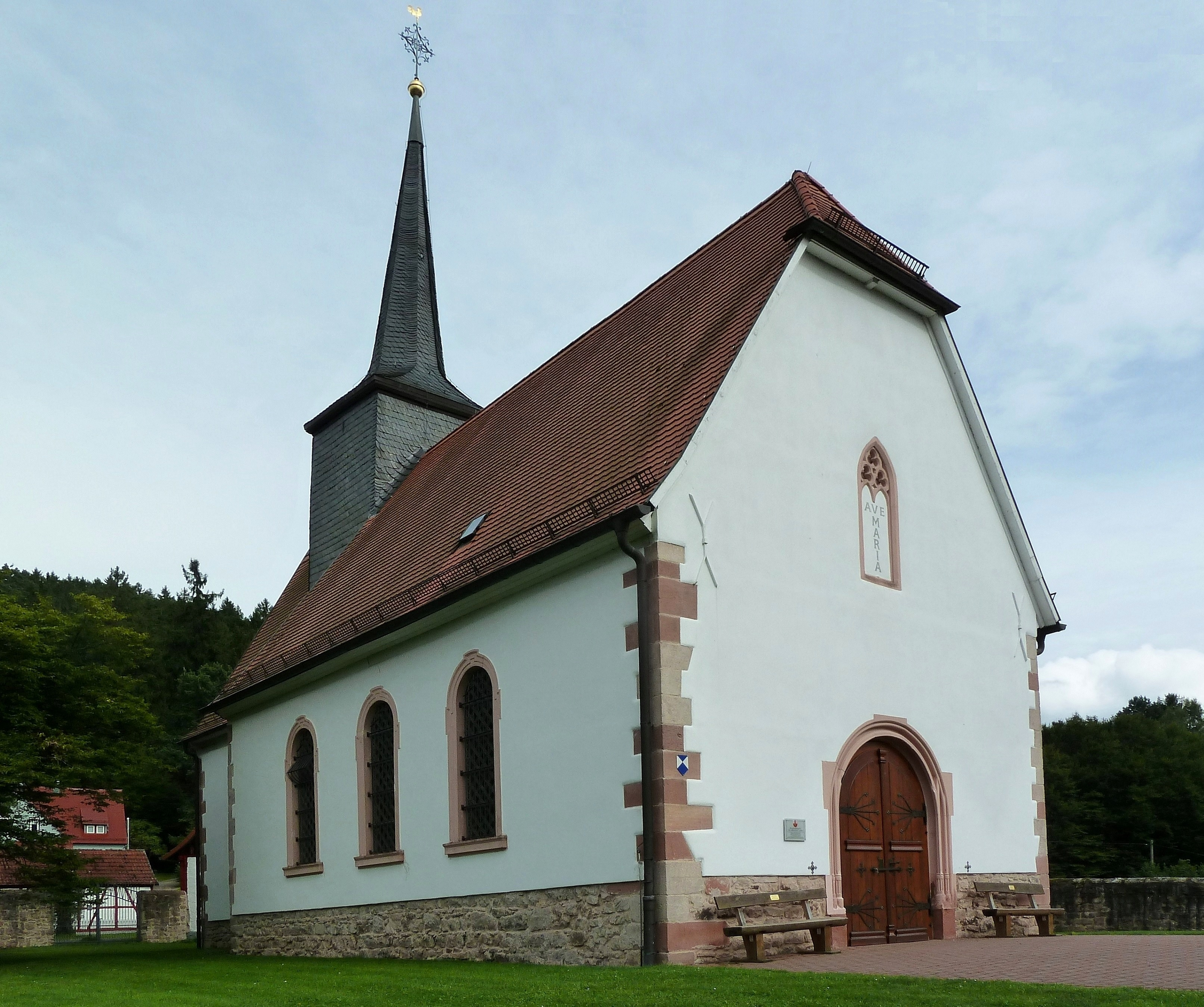
Burgbergkapelle St. Mauritius

Die römisch-katholische, denkmalgeschützte Burgbergkapelle St. Mauritius steht im Ortsteil Bieber der Gemeinde Biebergemünd im Main-Kinzig-Kreis in Hessen. Die Burgbergkapelle gehört zur Pfarrei Mariae Geburt des Bistums Fulda.

## Beschreibung
Die in einsamer Lage auf dem Burgberg stehende Wallfahrtskirche wurde im 11. Jahrhundert erstmals erwähnt. Der eingezogene Chor der heutigen Kirche wurde um 1300 gebaut. Er hat außen einen geraden und innen einen dreiseitigen Abschluss. Das Kirchenschiff wurde zwischen 1480 und 1504 errichtet und in den folgenden Jahrhunderten mehrfach verändert. Das Satteldach des Kirchenschiffs hat im Westen einen Krüppelwalm, unter dem sich das Portal befindet. Am Ende, wo der Chor beginnt, erhebt sich aus dem Satteldach ein quadratischer, schiefergedeckter Dachreiter, der mit einem achtseitigen, spitzen Helm bedeckt ist. Im historischen Holzglockenstuhl des Dachreiters hängt eine 125 kg schwere Bronzeglocke, welche 1920 von der Glockengießerei Otto in Bremen-Hemelingen gegossen wurde. Sie wird mithilfe eines Seils geläutet, welches sich im Chorraum befindet. 
Auf der gotischen Mensa des Hochaltars befindet sich ein um 1730 entstandenes Marienbildnis. Auf dem südlichen Nebenaltar aus der Mitte des 18. Jahrhunderts ist Mauritius dargestellt. Weitere Heiligenbilder zeigen Thekla, Johannes Nepomuk sowie Wendelin.